# Charles Gunn
Charles Edward James Gunn (* 14. August 1885 in St Pancras; † 30. Dezember 1983 in Chichester) war ein britischer Geher.
Bei den Olympischen Spielen 1920 in Antwerpen gewann er Bronze im 10.000-Meter-Gehen und wurde Zehnter im 3000-Meter-Gehen.